# Joaquín Domingo Esteban
Joaquín Domingo Esteban (Portalrubio, Teruel, hacia 1750-Pamplona, después de 1819). En torno a los veinte años se encontraba en Pamplona al servicio del impresor Miguel Antonio Domech. Su boda en 1776 con la hija del impresor Pascual Ibáñez le situó al frente del taller que había heredado su esposa. Aquí trabajó como “impresor y mercader de libros” durante 44 años, hasta 1819, cuando, septuagenario, debió de fallecer. Le sucedió su primogénito Joaquín María Domingo.

## Vida y negocio

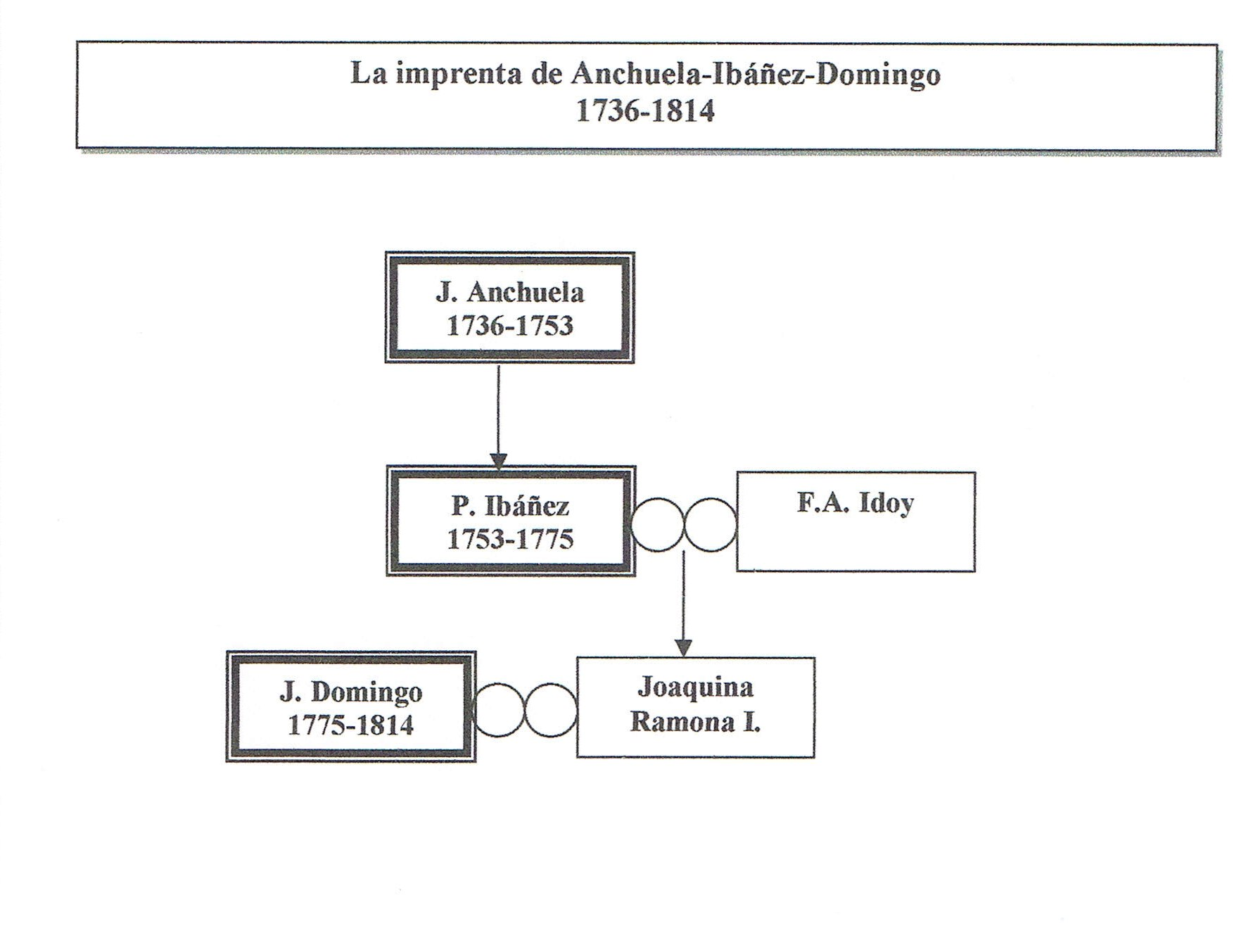
Trayectoria de la imprenta de Anchuela, Ibáñez-Domingo (1736-1819)

El inicio como impresor en Pamplona es similar al de José Longás, Benito Cosculluela y, también, al del que sería su suegro Pascual Ibáñez, ya que todos ellos son de origen aragonés y comienzan su vida profesional en la capital navarra en el taller que había fundado José Joaquín Martínez, también aragonés
Cuando Miguel Antonio Domech, sucesor de José Joaquín Martínez, cierra el negocio, probablemente Joaquín Domingo pasa a trabajar al servicio de Pascual Ibáñez. Tres meses después de la muerte de su patrón, se casa en enero de 1776 con su hija Joaquina Ramona y, de esta manera, entra con autoridad en el mundo de los impresores de Pamplona; como se comprueba en su boda, en la que firman como testigos José Miguel Ezquerro y Benito Cosculluela. Tuvo siete hijos, nacidos entre 1776 y 1792, una mujer y seis varones de los que tres ejercieron como impresores autónomos: Joaquín María Domingo, José Fermín Domingo y Ramón Domingo.
A comienzos del siglo XIX la situación económica de Joaquín Domingo es próspera: en 1804 compra al marqués de Vesolla una casa en la calle Navarrería por 2200 ducados mediante un censo al tres por ciento que exige el pago de 66 ducados al año. Para ello presenta como aval una vivienda en la calle del Carmen que le rentaba 65 ducados al año, una pieza en Esquíroz que producía dos robos y medio de trigo cada año y una viña en Mutilva Baja que le daba 30 reales al año. Por otra parte, había concedido a la parroquia de san Nicolás un préstamo de 500 ducados al dos y medio por ciento, y otro a los carmelitas calzados de 200 ducados al tres por ciento.

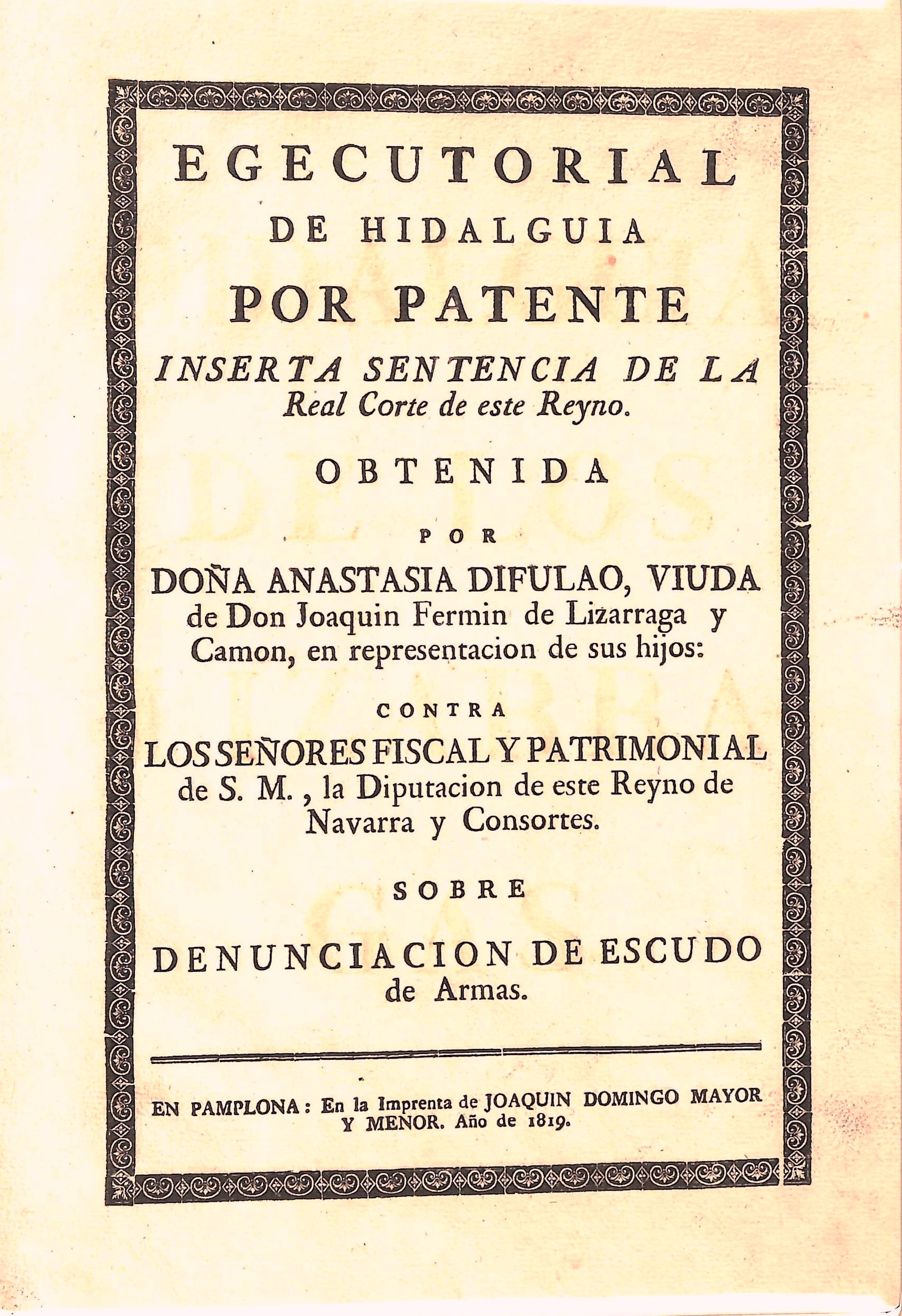
"Ejecutorial de hidalguía" impreso por Joaquín Domingo Mayor y Menor en 1819. Se trata del último trabajo conocido de Joaquín Domingo Mayor

En 1812, la incapacidad de su esposa, que entonces rondaría los sesenta años, provocó un conflicto motivado por los gastos ocasionados por la enfermedad. Por un lado, estaban el padre y el hijo menor Ramón y por el otro sus hijos Joaquín María y José Fermín. La disputa acabó en los tribunales que ordenaron el embargo de los bienes del marido. Sea como fuere, dos años más tarde, Joaquín se había reconciliado con su hijo Joaquín María, que trabajaba en el negocio paterno y por este motivo los impresos salían firmados por “Joaquín Domingo Mayor y Menor”.
Joaquín Domingo permaneció al frente del taller y de la librería durante 44 años, hasta 1819. Con posterioridad a este año debió de fallecer, cuando ya habría cumplido setenta años. Le sucedió Joaquín María, su primogénito. Además, a partir de la resolución del pleito familiar, trabajaron por cuenta propia como impresores sus hijos José Fermín y Ramón.

## Editor
Joaquín Domingo destaca por ser el primer editor navarro en acometer obras de grandes dimensiones y lo hace por el procedimiento de suscripción, que ya había arraigado en Europa. De esta manera, publicó las obras completas de fray Luis de Granada, en doce tomos en cuarto con más de 6300 páginas, y la Mística ciudad de Dios de sor María Jesús de Ágreda, en diez tomos tomos en cuarto con 6700 páginas. 

### Obras de fray Luis de Granada
Para la edición de las obras completas de fray Luis de Granada siguió la publicada por Manuel Martín en Madrid de 1768, aunque a los nueve tomos iniciales añadió tres más, con texto complementarios y diversas biografías, lo que puede ser señal de las abundantes suscripciones que había recibido. Emprendió esta edición consciente de que escaseaba en las librerías y de que cuando se encontraba era a precios elevados.

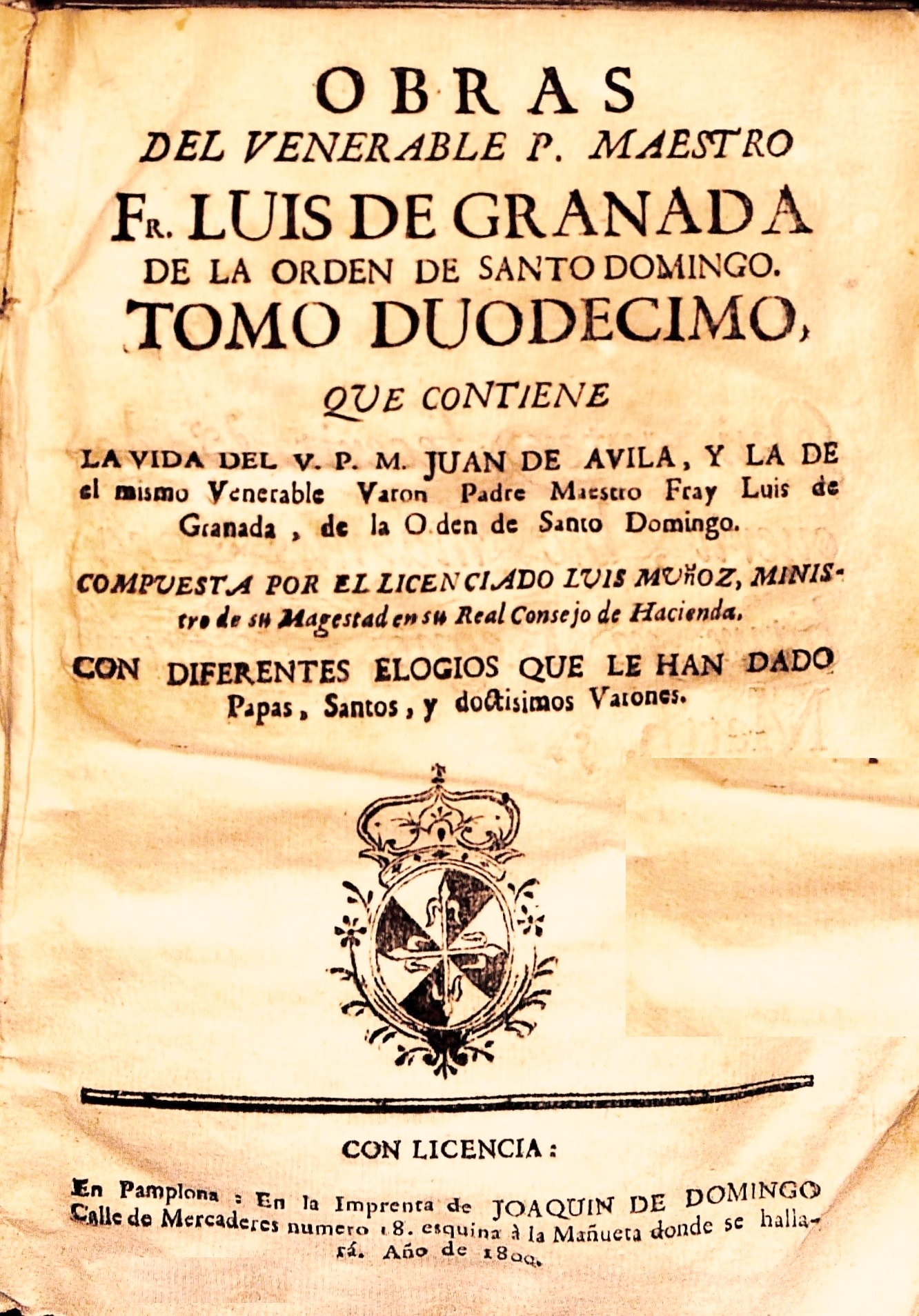
Tomo último de las obras de fray Luis de Granada (1800)

El proceso de publicación se prolongó durante veinte años (1780-1800), con una década (1789-1799) sin sacar un solo volumen. Cabe reseñar que en este tiempo se produjo la guerra contra la Convención francesa (1793-1795) que afectó directamente a Pamplona.
En el tomo décimo, aparecido en 1800, publicó la lista de los suscriptores como era habitual en la época. Esta consta de 526 registros que en su práctica totalidad corresponde a varones ya que las mujeres solo aparecen en tres ocasiones. En cuanto a las instituciones, únicamente figura el Seminario Conciliar de Pamplona. La mayor parte de los compradores es de Navarra, con predominio claro de los pamploneses. En torno al 65 por ciento son religiosos, frailes y sacerdotes, y el resto laicos, entre los que figuran profesionales de la judicatura y de la administración del Reino.
La iniciativa de Joaquín Domingo de editar una obra de grandes dimensiones y elevado coste mediante el procedimiento de la suscripción, fue secundada por José Longás, que al poco tiempo sacó el Año Cristiano del jesuita Jean Croiset (1782) y el Catecismo del sacerdote François-Aimé Pouget (1785), y por Benito Cosculluela con las obras del benedictino Benito Jerónimo Feijoo (1784). Este dato da testimonio del inusitado empuje editorial registrado en la capital navarra en el último cuarto del siglo XVIII, en buena medida provocado por la supresión de las tasas aduaneras con Castilla.

### Mística ciudad de Dios
Con la colaboración de su hijo Joaquín María emprendió otra empresa ambiciosa, como fue la edición de la Mística ciudad de Dios, de la franciscana María Jesús de Ágreda. En su financiación debió de participar el convento de franciscanos de Pamplona. El primer tomo salió en 1807, en vísperas de la guerra de la Independencia, lo que explica que el último viera la luz dos años más tarde de su final  (1816).

## Librero
También dirigió la librería de su suegro en la que realizaba trabajos de encuadernación de ediciones propias y ajenas, vendía impresos, bien fueran libros, folletos o papeles sueltos, además de material de escritorio, diversas clases de papel y libros en blanco. Por este motivo en las portadas de sus trabajos se anunciaba como “impresor y mercader de libros”. 

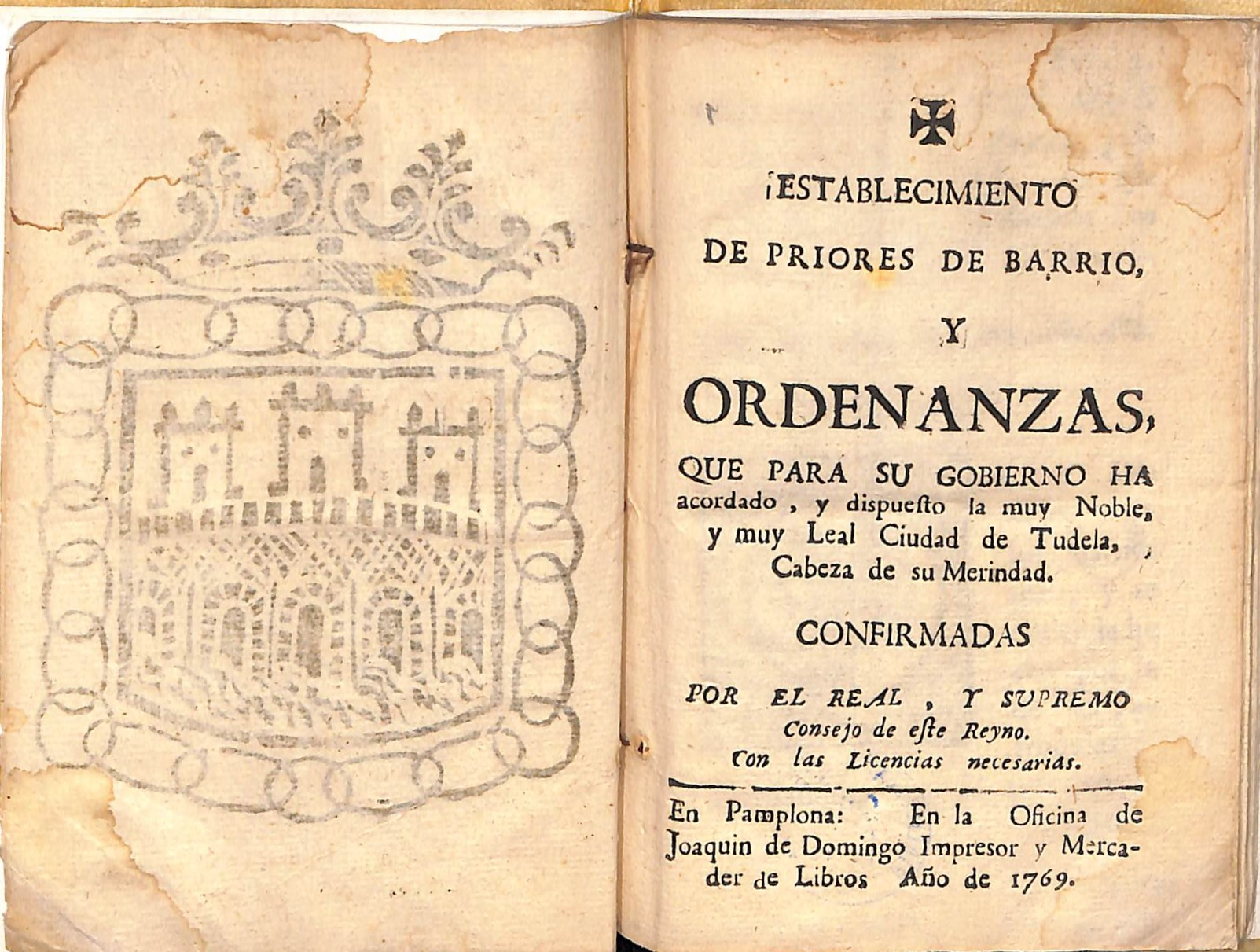
Ordenanzas municipales de Tudela impresas en 1769 por Joaquín Domingo "impresor y mercader de libros"

Junto a otros cinco tipógrafos de la ciudad, en 1777 solicita para sí y para sus empleados la exención del servicio de armas, de conformidad con la real cédula de 1773 por la que se concedía este privilegio a distintos oficios, entre los que se encontraba el de impresores.
No hay noticias de sus empleados, aunque es posible que hubiera tenido a su servicio a Javier Gadea, antes de que este se estableciera por cuenta propia.

## Producción de libros
La actividad cotidiana de las imprentas de la capital navarra, y en buena parte de las situadas en las ciudades españolas, se centraba principalmente en encargos menores, tales como hojas sueltas, formularios, circulares, folletos y carteles; por el contrario, la impresión de un libro constituiría una empresa excepcional. No sería este el caso de Joaquín Domingo, que destaca como editor e impresor de al menos cuatro obras de extraordinarias dimensiones. 
En sus 44 años de actividad laboral se registra la impresión de 40 títulos, lo que vendría a suponer casi una media anual de un título, algo inferior a la correspondiente a los talleres pamploneses del siglo XVIII (1,4) y notablemente más baja que la del XIX (3,6).
En los seis primeros años de trabajo (1776-1781) se produce la mayor actividad como impresor de libros, ya que se contabilizan 14. Se ha de precisar que cinco de ellos eran ejecutorias de hidalguía, que por su paginación pueden ser consideradas como libros, aunque su contenido corresponde a documentación judicial. Cabe señalar que entre 1780 y 1785 imprimió los cinco primeros tomos de obras completas de fray Luis de Granada.
| Impresión de obras por la imprenta de Joaquín Domingo (1776-1819) |
| ----------------------------------------------------------------- |
|                                                                   |

Desde 1789 hasta 1796 no se tiene noticia de la impresión de libros, aunque se ha de tener presente que por estos años Navarra y, con ella la capital del reino, sufrió los estragos de la guerra de la Convención (1793-1795). 
En 1797 comenzó la impresión de Vidas de los varones ilustres del monasterio de la Trapa del monje Armand Jean Le Bouthillier de Rancé, traducidas y comentadas por Juan de Sada y Gallego, cisterciense del monasterio de Santa María de Piedra. Esta obra, concluida en dos años, comprendía cuatro tomos en cuarto con 1200 páginas en total.

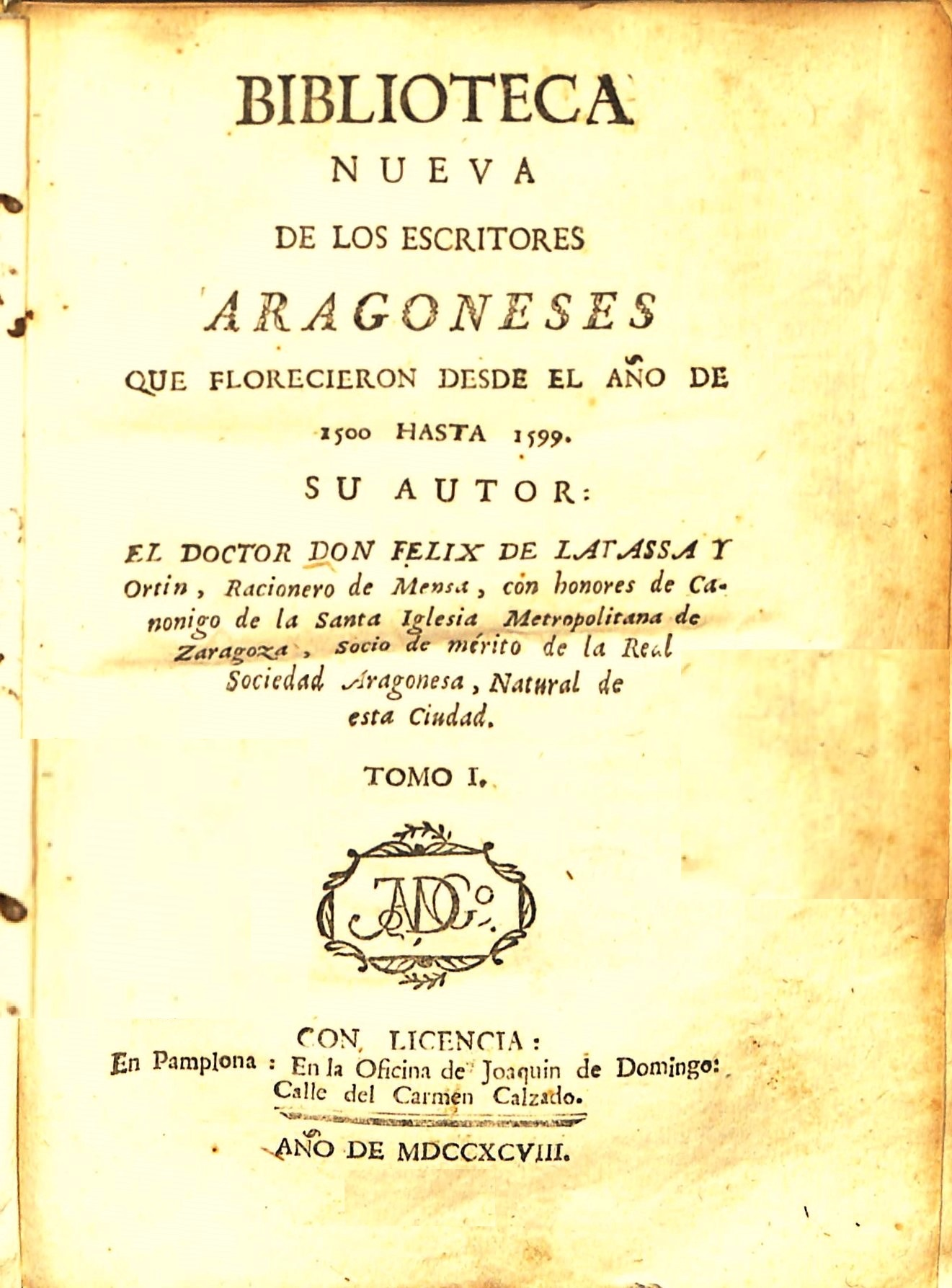
Tomo I de la "Biblioteca nueva de los escritores aragoneses" (1798)

Entre 1798 y 1802 imprimió por encargo de su autor Félix Latasa, canónigo de Zaragoza, la Biblioteca nueva de los escritores aragoneses, que constaba de seis volúmenes en cuarto y sumaba en torno a 3500 páginas.
A partir de 1808 la actividad se interrumpe por la guerra de la Independencia (1808-1814), cuyo final se advierte por la recuperación del trabajo, impulsada por la publicación de textos referidos al triunfo y el restablecimiento del absolutismo, y también por la incorporación de su hijo mayor a la dirección del negocio, quien sin duda le imprimió mayor empuje.
En torno a una cuarta parte de los títulos son de asunto religioso. A distancia y por igual le siguen las artes aplicadas, con obras de matemáticas, medicina o agricultura; y el derecho. Con carácter irrelevante están los de asunto histórico, mientras que el literario se limita a la mencionada Biblioteca nueva de los autores aragoneses.
Las ediciones están mayoritariamente en castellano, solo tres están en latín y corresponden a asuntos eclesiásticos. Hay una en vascuence, también religiosa; se trata de la obra Euskal ejirretaco esgueeta ta dantzen, un alegato contra los bailes populares escrito por Bartolomé de santa Teresa, carmelita de Marquina. Se da la circunstancia de que este mismo fraile había encargado, también en 1816, la impresión de una obra sobre los diez mandamientos escrita en euskera a la imprenta de Micaela Sengáriz, viuda de José Francisco de Rada.
Predominan los libros en formato cuarto (26 cm), le siguen a distancia los de octavo (20 cm) y tan solo cuatro se presentan en folio (32 cm), el más solemne, que en este caso se ha reservado para textos legales y litúrgicos.
La calidad técnica de sus trabajos se sitúa en un nivel correcto, sin que destaquen por su especial mérito o imperfección. En cuanto a la composición y tipografía, predominan los elementos barrocos, que a medida que pasa el tiempo son sustituidos por otros más modernos, de estilo neoclásico.

## Trabajos menores
Al igual que su suegro, Pascual Ibáñez, recibe constantes encargos menores, de papelería, de la Diputación, que le considera impresor oficial del reino de Navarra, un cargo que en esta época ya no está remunerado pero que le confiere una suerte de monopolio. También recibe encargos del Ayuntamiento de Pamplona, como sucede en 1782 cuando imprime 2000 albaranes del "peso real" por 210 reales, o en 1807 cuando imprime los "papeles de convite" para los exámenes de gramática celebrados en las "aulas de la ciudad".

## Encuadernación
En cuanto a trabajos de encuadernación, en 1776 cobra de la Diputación la importante cantidad de 1116 reales fuertes por encuadernar 186 volúmenes de la Novísima Recopilación de las leyes de Navarra, que se había publicado en 1735, y de Cuadernos de Leyes, al precio de seis reales el volumen. En 1780 prepara diversos trabajos, “inventarios y rótulos”, para la ordenación de los archivos, que importan 2160 reales, y en 1786 encuaderna en pasta ejemplares de los Anales del Reino de Navarra y de la Novísima Recopilación, por lo que percibe 369 reales.
De sus trabajos para la catedral de Pamplona da cuenta una factura de 1796 por la impresión y arreglo de 24 libros de responsos y de canto.

## Galería de imágenes

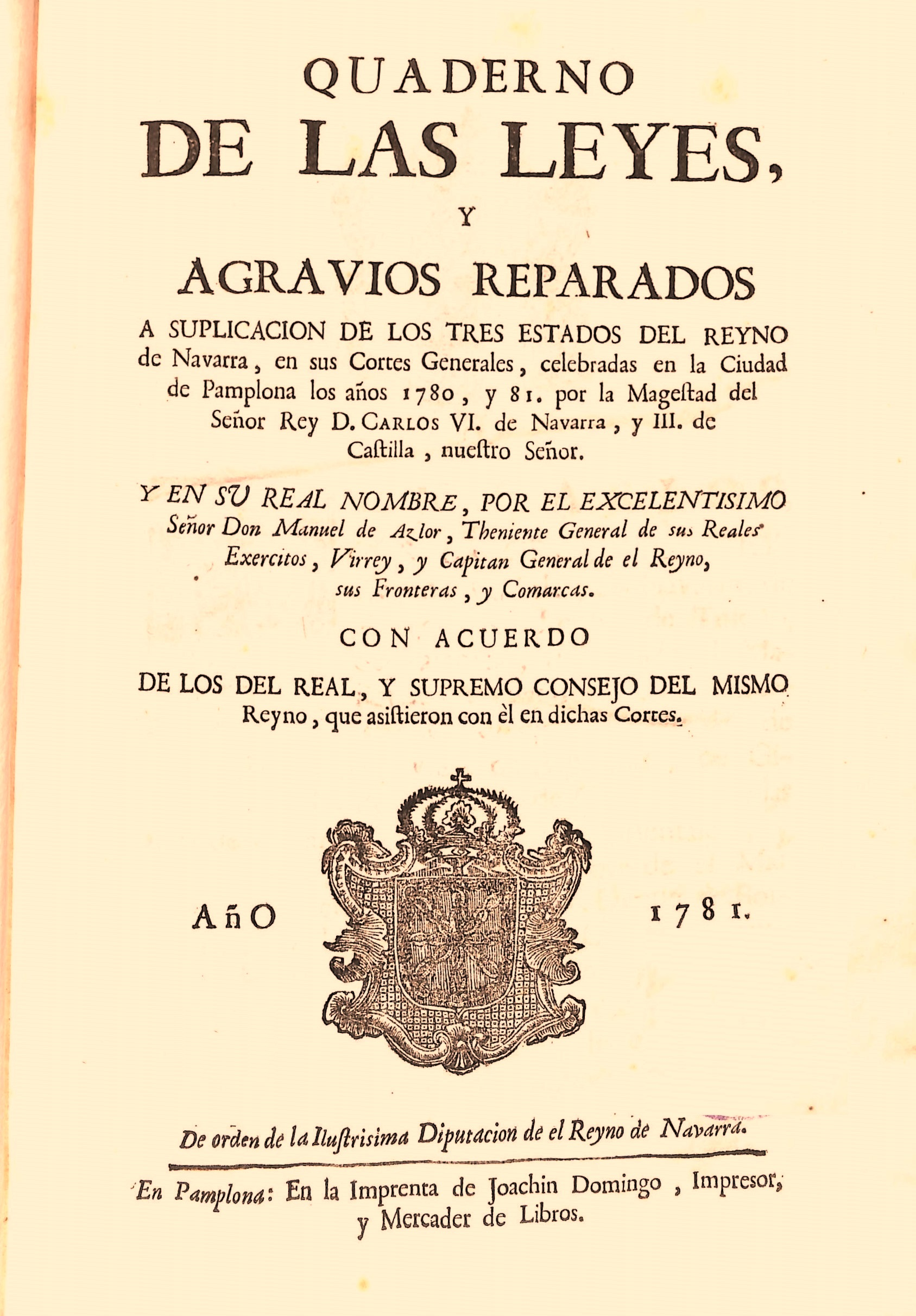
Cuaderno de las leyes aprobadas en las Cortes del reino de Navarra en 1781
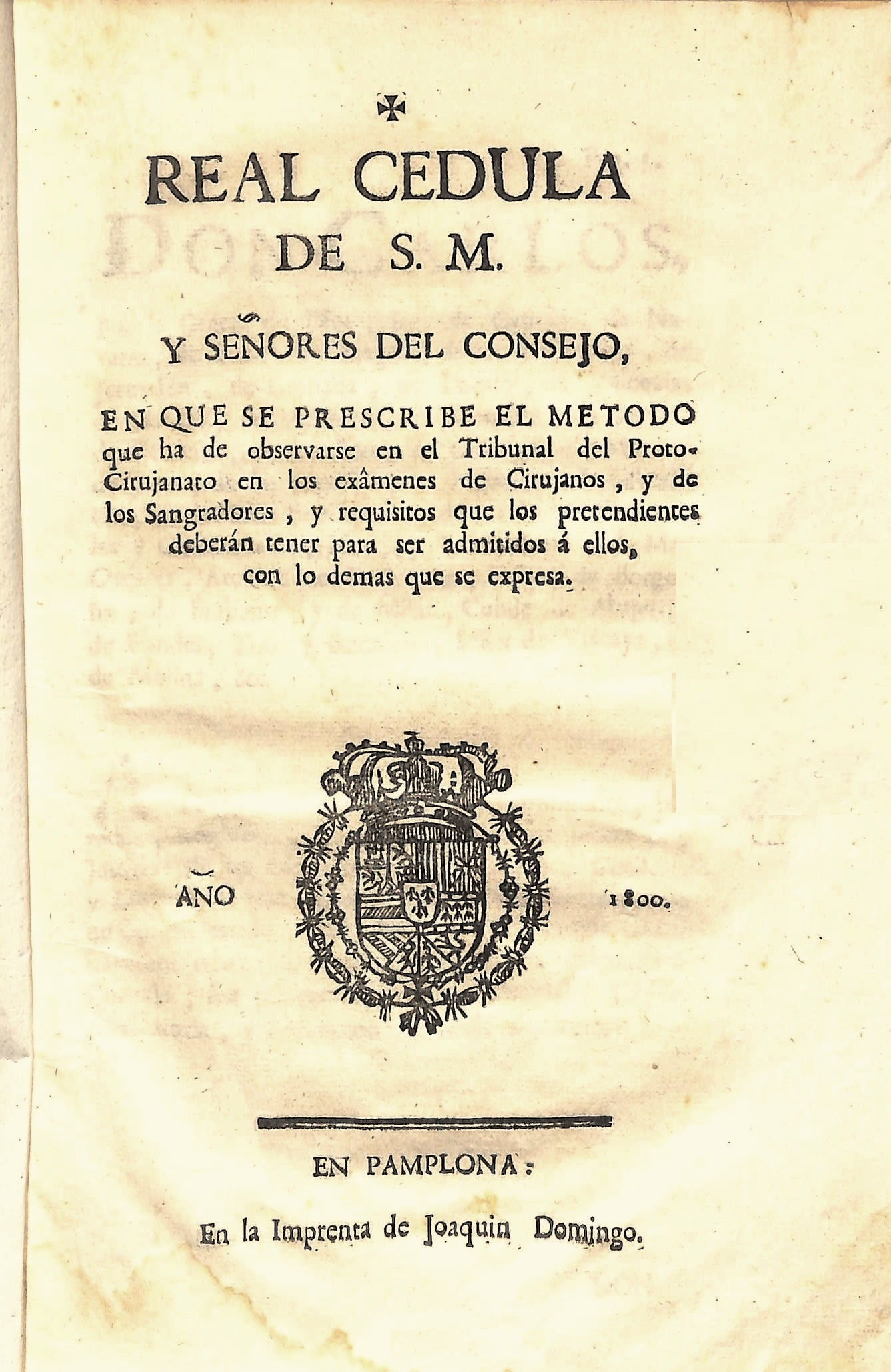
Real cédula relativa a los cirujanos y "sangradores" (1800)
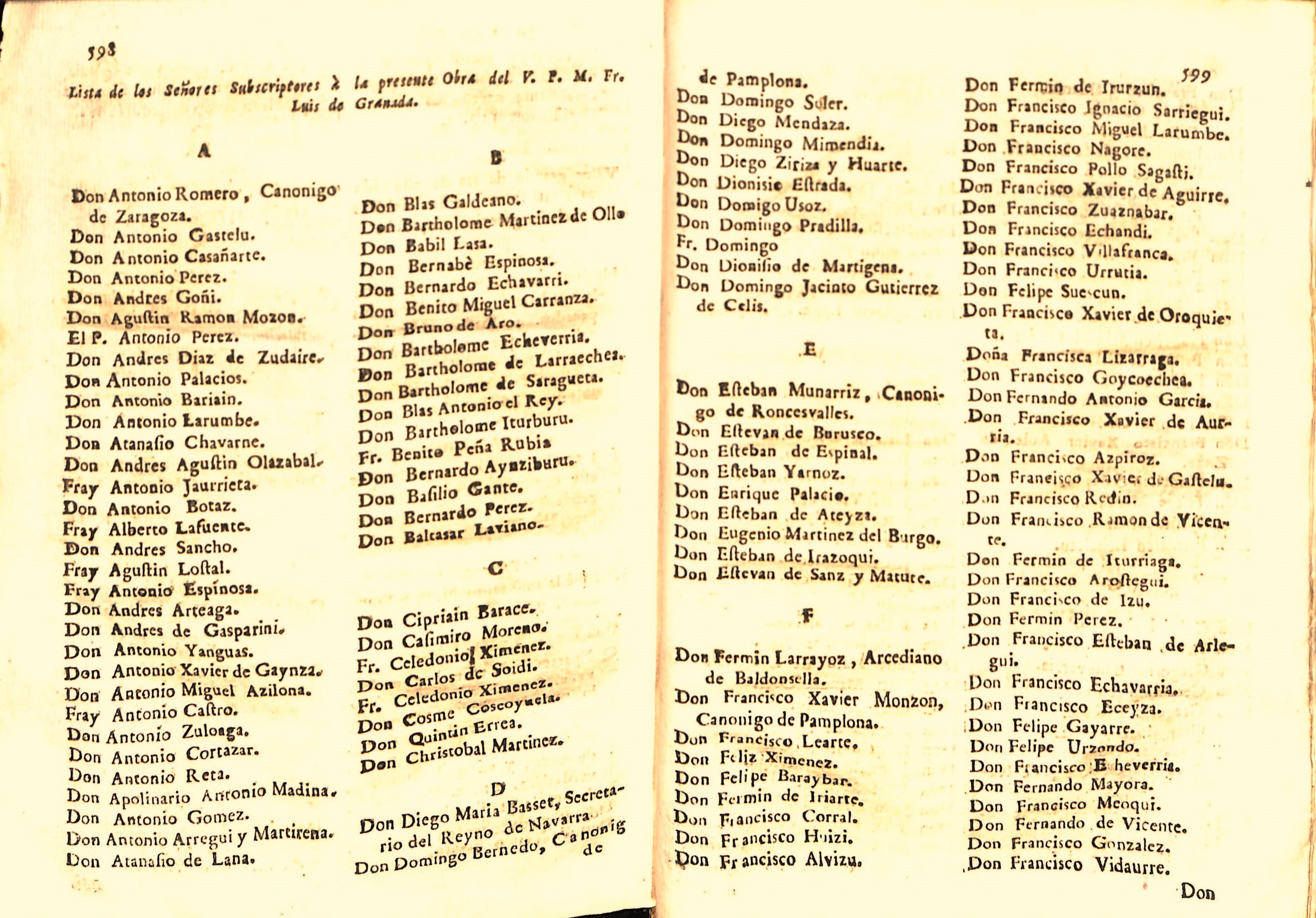
Lista de suscriptores a las obras de fray Luis de Granada (1800)
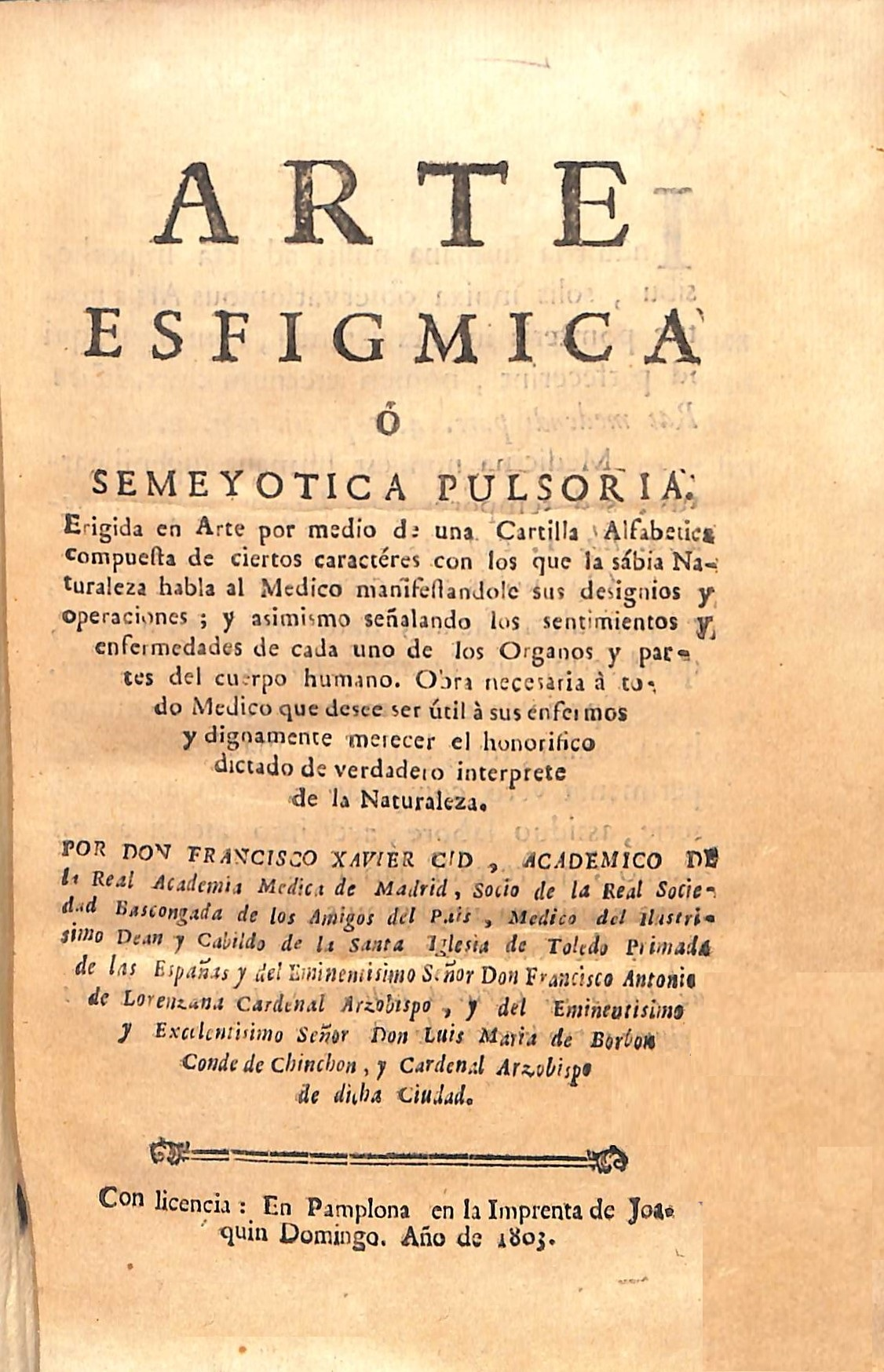
Tratado de medicina impreso en 1803
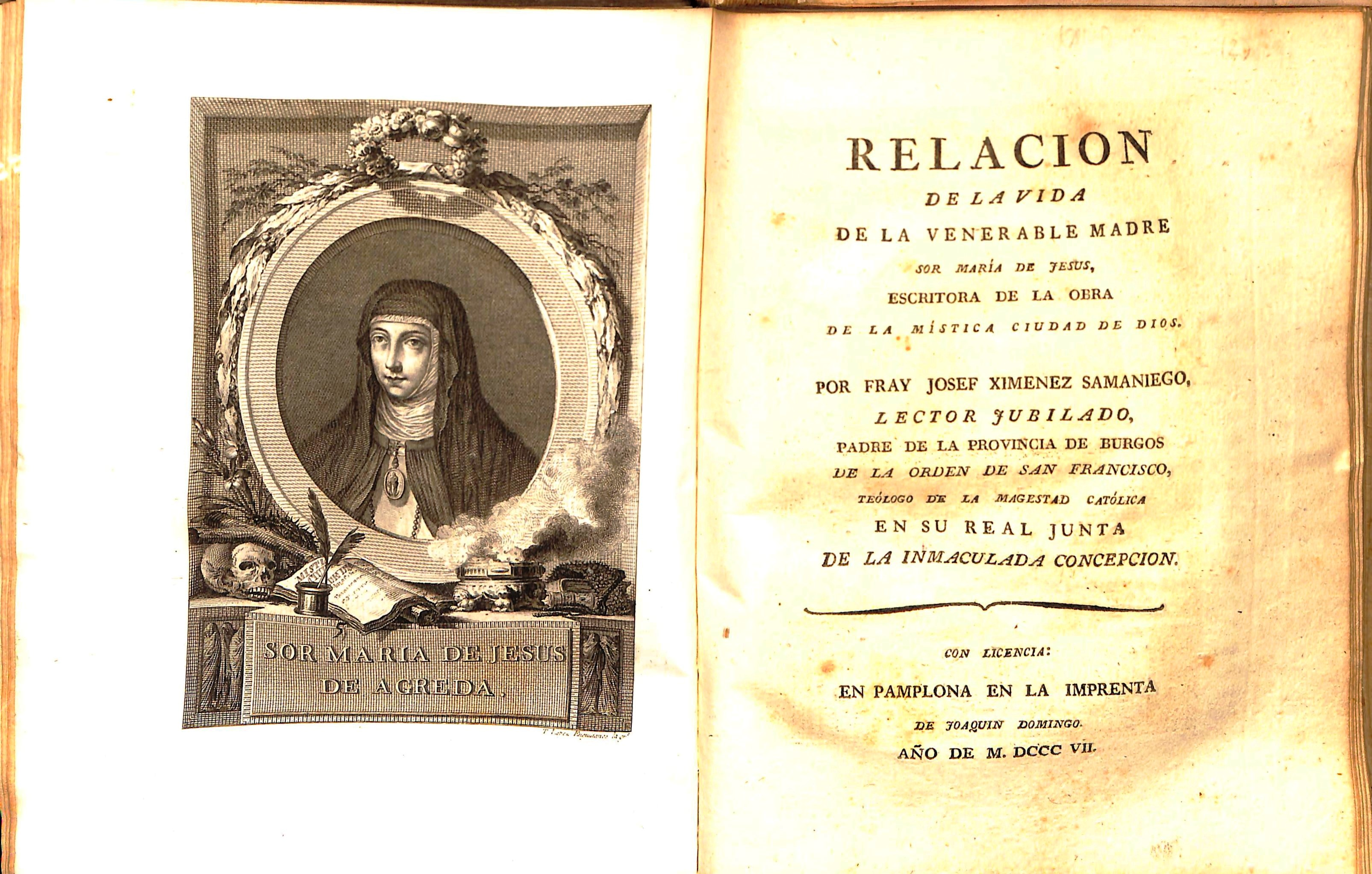
Vida de la "venerable madre sor María de Jesús" (1807)
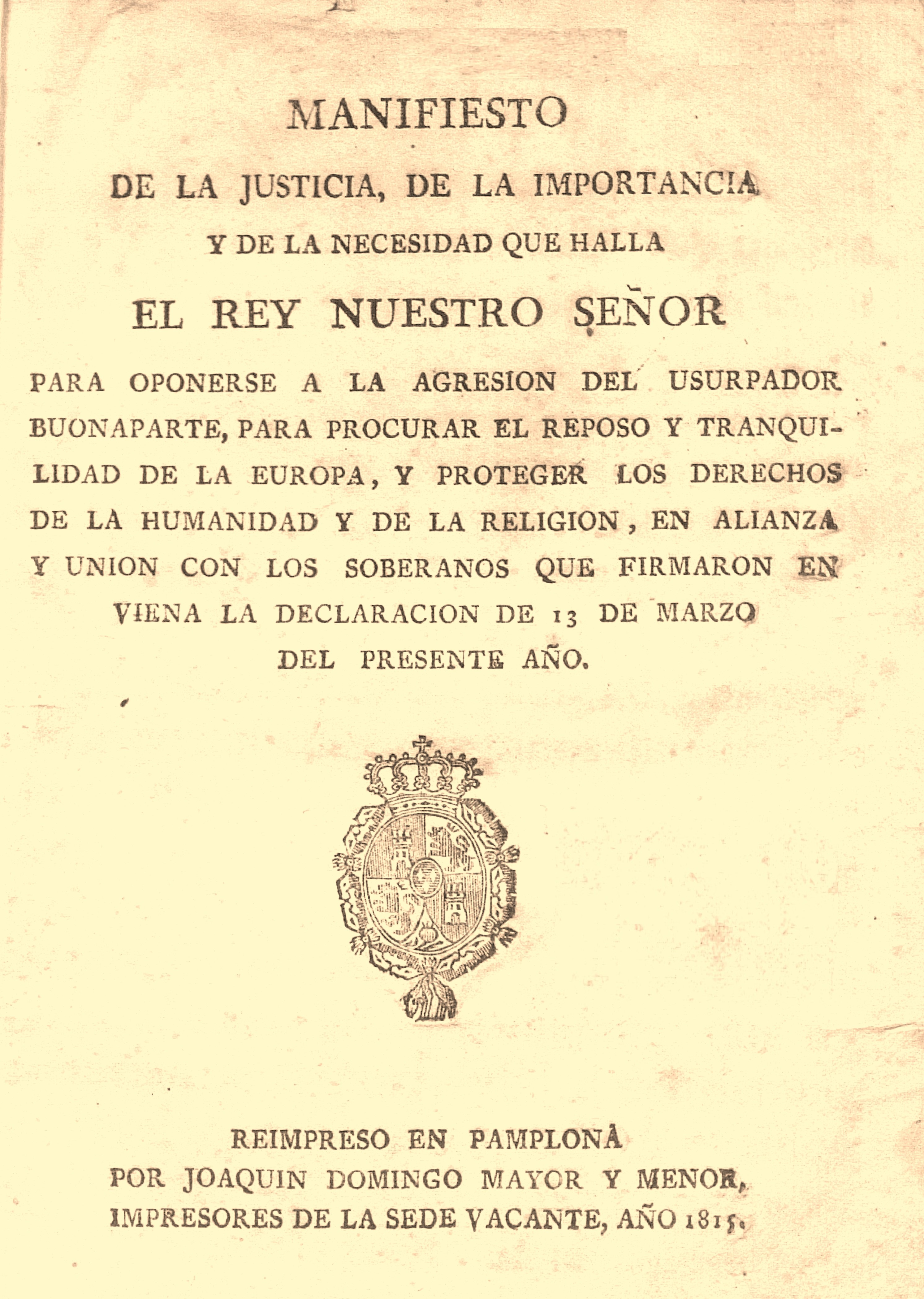
Discurso contra "la agresión del usurpador Buonaparte" (1815)